# Arkadelphia (Alabama)
Arkadelphia es una comunidad no incorporada ubicada en el extremo sur del condado de Cullman, Alabama, Estados Unidos. Está situado a unas pocas millas al suroeste de la ciudad de Colony, sobre la autopista estatal 91.

## Historia
Arkadelphia se estableció en el siglo XIX, con la apertura de una oficina de correos en 1854. Inicialmente se ubicó en el condado de Blount. La etimología de la ciudad está en disputa. Algunos creen que Arkadelphia era el nombre de la esposa del primer director de correos, John A. Donaldson. Algunos creen que es una combinación de "Ark-", el nombre de un asentamiento temprano en el cercano condado de Winston, y "-adelphia", una combinación pseudo-griega que significa "lugar hermano", probablemente tomado de Filadelfia. No hay conexión conocida con Arkadelphia, Arkansas una ciudad incorporada fundada en 1809 y rebautizada como Arkadelphia en 1839. Después de volver a dibujar las líneas del condado alrededor de 1900, se trasladó al condado de Cullman.
El ingeniero ferroviario Julius Willoughby nació en Arkadelphia en 1871.

## Demografía
Arkadelphia apareció por primera vez en el censo estadounidense de 1880 como una aldea no incorporada dentro del condado de Blount. La población de la aldea la convirtió en la segunda comunidad más grande del condado detrás de la entonces sede del condado de Blountsville. El pueblo no volvió a informar sobre el censo, aunque el recinto que lleva su nombre apareció en 1890 y continuó informando hasta 1950.